# 勒加夫尔
勒加夫尔（法語：Le Gâvre，法語發音：[lə ɡavʁ] ⓘ）是法国大西洋卢瓦尔省的一个市镇，位于该省北部，属于沙托布里扬-昂斯尼区。

## 地理
勒加夫尔（47°31'14"N, 1°44'55"W）面积53.58 平方千米，位于法国卢瓦尔河地区大区大西洋卢瓦尔省，该省份为法国西北部沿海省份，位于布列塔尼半岛东南部，北起伊勒-维莱讷省，西北接莫尔比昂省，西临大西洋，南至旺代省，东临曼恩-卢瓦尔省。
与勒加夫尔接壤的市镇（或旧市镇、城区）包括：布兰、盖姆内庞福、冈鲁埃特、普莱塞、韦镇。
勒加夫尔的时区为UTC+01:00、UTC+02:00（夏令时）。

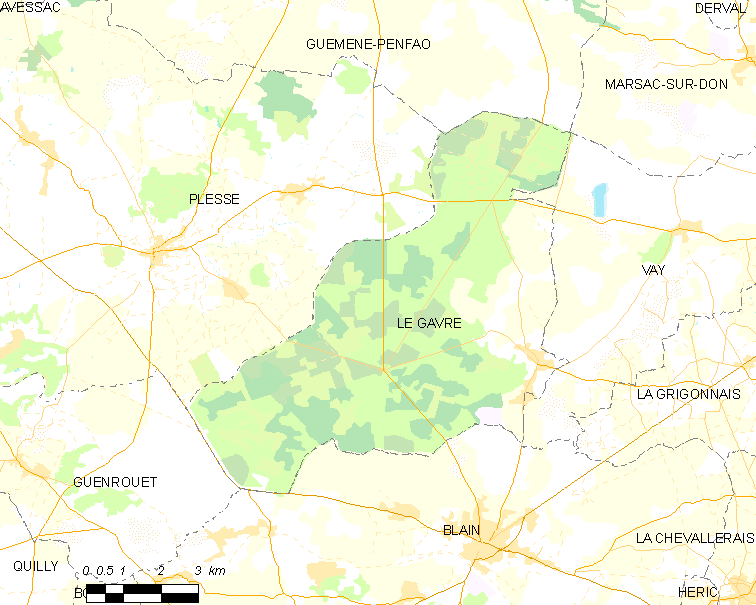
勒加夫尔的OSM定位图

## 行政
勒加夫尔的邮政编码为44130，INSEE市镇编码为44062。

## 政治
勒加夫尔所属的省级选区为布兰县。

## 交通
大西洋卢瓦尔省省道D2线、D15线、D35线和D42线经过境内。

## 人口

1962-2008年间勒加夫尔人口变化图示

勒加夫尔于2022年1月1日时的人口数量为1880人。